# Enargia glaucula
Enargia glaucula är en fjärilsart som beskrevs av Achille Guenée 1852. Enargia glaucula ingår i släktet Enargia och familjen nattflyn. Inga underarter finns listade i Catalogue of Life.